# Augustin Kabuya
Pour les articles homonymes, voir Kabuya.
Augustin Kabuya Tshilumba, né le 30 juillet 1970 à Kananga (aujourd’hui dans le Kasaï-Central), est un homme politique de la République démocratique du Congo. Membre influent de l’UDPS, il a occupé le poste de secrétaire général du parti et est élu député national depuis 2024 pour la circonscription de Mont-Amba, à Kinshasa.

## Parcours politique

### Au sein de l'UDPS
Militant de longue date de l’UDPS, Augustin Kabuya devient progressivement l’un des proches collaborateurs du président Félix Tshisekedi. Il est désigné secrétaire général du parti en mai 2019.
En 2024, il est au cœur d'une crise interne : la Convention démocratique du parti décide en août de le suspendre pour "mauvaise gestion", et le remplace brièvement par Déogratias Bizibu Balola. Mais après plusieurs interventions, notamment de Marthe Kasalu, mère du président Tshisekedi, il est réhabilité quelques semaines plus tard.
En juin 2025, il est mentionné comme président par intérim de l’UDPS/Tshisekedi, appelant à un meilleur encadrement des cotisations financières au sein du parti.

### Mandat de député
Lors des élections législatives de décembre 2023, il est élu député national pour la circonscription de Mont-Amba (Kinshasa). Il entame son mandat à l’Assemblée nationale le 12 février 2024. Il s’est notamment illustré en votant en faveur de la loi de finances rectificative 2024 et de la reddition des comptes 2023.

### Rôle institutionnel
En février 2024, il est chargé par le président de la République de mener les consultations pour identifier une majorité parlementaire en vue de la formation du nouveau gouvernement. Il est désigné "informateur", une mission importante dans la configuration politique post-électorale.

### Prises de position
En octobre 2024, Kabuya appelle à une révision de la Constitution de 2006, qu’il juge obsolète et inadaptée au rythme du mandat présidentiel. Ce point de vue divise la classe politique congolaise.
En mai 2025, il fait une déclaration remarquée en accusant l’ancien président Joseph Kabila d’être un "sujet rwandais", ajoutant une tension supplémentaire aux débats politiques en cours.

## Controverses internes
Son style jugé autoritaire et centralisateur est parfois critiqué en interne. Des tensions avec des figures comme Eteni Longondo ou des cadres de la jeunesse de l’UDPS émergent notamment entre 2024 et 2025.